# Eendracht Mechelen-Bovelingen-Opheers
Eendracht Mechelen-Bovelingen-Opheers is een Belgische voetbalclub uit Mechelen-Bovelingen in de gemeente Heers. De club is aangesloten bij de KBVB met stamnummer 6210 en heeft geel en rood als kleuren. De huidige club ontstond in 2007 uit de fusie van Eendracht Mechelen-Bovelingen met Red Star Opheers. De club speelt in de provinciale reeksen.

## Geschiedenis
Eind jaren 50 was er in Mechelen-Bovelingen nood aan een voetbalclub. De vooroorlogse ploeg Red Star Mechelen was verdwenen en wie wilde spelen moest naar het naburige Heers VV, Daring Jeuk of zelfs Stade Waremmien. Uiteindelijk werd Eendracht Mechelen-Bovelingen opgericht. De club sloot zich aan bij de Belgische Voetbalbond en ging in 1958/59 van start in Derde Provinciale. Men speelde in gele trui en witte broek.
De volgende decennia sloten steeds meer clubs zich aan, waardoor er een vierde provinciaal niveau werd ingevoerd, waarin ook Eendracht Mechelen terechtkwam. Halverwege de jaren 70 kon men dankzij een eerste kampioenstitel promoveren. De club bleef in de jaren 80 een paar keer op en neer gaan tussen Derde en Vierde Provinciale. De infrastructuur van de club werd door de jaren heen steeds verbeterd. In de jaren 90 werd ook het jeugdbeleid verder uitgebouwd.
In 2001 promoveerde men opnieuw naar Derde Provinciale en in 2003 stootte men zelfs naar Tweede Provinciale door, maar het verblijf daar duurde maar één jaar en men zakte opnieuw.
In 2007 fusioneerde club met Red Star Opheers. Deze jongere club was opgericht in de jaren 70 en bij de KBVB aangesloten met stamnummer 8516. Beide clubs speelden op dat moment in dezelfde reeks in Derde Provinciale. De fusieclub werd Eendracht Mechelen-Bovelingen-Opheers genoemd en speelde met stamnummer 6210 van Eendracht Mechelen voort. Als clubkleuren koos men geel en rood, met het geel van Mechelen-Bovelingen en het rood van Opheers.